# FK Čáslav
Der FC Zenit Čáslav ist ein tschechischer Fußballverein aus der Stadt Čáslav. 

## Geschichte
Ein Vorläufer des Vereins wurde 1902 gegründet, als Schüler des örtlichen Gymnasiums eine Mannschaft names SK Stella Čáslav aus der Taufe hoben. Im Jahr 1927 entstand der SK Čáslav, der 1949 mit dem sechs Jahre zuvor gegründeten Slavoj Čáslav zum SK Kosmos Čáslav fusionierte, benannt nach den ortsansässigen Kosmos-Werken.
Nach der Samtenen Revolution 1989 wurde ein Teil der Kosmos-Werke als Zenit privatisiert, der Klub änderte seinen Namen in der Folge in FC Zenit Čáslav und fusionierte außerdem mit dem zweiten Verein der Stadt, VTJ Čáslav. In der Spielzeit 1997/98 gelang der Mannschaft der Aufstieg in die viertklassige Divize, in der Saison 2003/04 dann der Aufstieg in die ČFL. Zwei Jahre später stieg die Mannschaft in die 2. Liga auf.
In der Saison 2008/09 erreichte die von Miroslav Koubek trainierte Mannschaft den zweiten Platz in der zweiten Liga, der zum Aufstieg in die Gambrinus Liga berechtigt hätte. Die Lizenz wurde jedoch an den 1. FC Slovácko verkauft. Hauptgrund für diese Entscheidung war, dass das Stadion Pod Hrádkem nicht die Kriterien für die höchste Spielklasse erfüllte.

## Ligazugehörigkeit
|         | 93/94 | 94/95 | 95/96 | 96/97 | 97/98 | 98/99 | 99/00 | 00/01 | 01/02 | 02/03 | 03/04 | 04/05 | 05/06 | 06/07 | 07/08 | 08/09 | 09/10 | 10/11 |
| ------- | ----- | ----- | ----- | ----- | ----- | ----- | ----- | ----- | ----- | ----- | ----- | ----- | ----- | ----- | ----- | ----- | ----- | ----- |
| 1. Liga |       |       |       |       |       |       |       |       |       |       |       |       |       |       |       |       |       |       |
| 2. Liga |       |       |       |       |       |       |       |       |       |       |       |       |       | 10.   | 13.   | 2.    | 14.   | 8.    |
| 3. Liga |       |       |       |       |       |       |       |       |       |       |       | 3.    | 1.    |       |       |       |       |       |
| 4. Liga |       |       |       |       |       | 10.   | 7.    | 10.   | 4.    | 2.    | 1.    |       |       |       |       |       |       |       |
| 5. Liga | 8.    | 9.    | 7.    | 3.    | 1.    |       |       |       |       |       |       |       |       |       |       |       |       |       |

## Trainer
- Michal Horňák (2008)
- Přemysl Bičovský (2009–2010)